# Cardiff RFC
El Cardiff Rugby Football Club es un equipo de rugby de Gales con sede en la ciudad de Cardiff.
Participa anualmente en la Super Rygbi Cymru, el torneo profesional de rugby de Gales.

## Historia
Fue fundada en 1876, desde el año 1990 participa en la Premiership, el principal torneo de Gales, en el cual ha logrado tres campeonatos.
En 1996 logró llegar a la final del torneo más importante de Europa, en dicho partido perdió la final frente al club francés, Stade Toulousain por un marcador de 21 a 18.
En la Liga Celta, en la que participó en la temporada 2001-02 y 2002-03, es representado desde el 2003 por el equipo Cardiff Blues.
Durante su larga historia ha conseguido derrotar a diferentes representativos nacionales como el caso de la selección de Australia en seis ocasiones, Italia, Sudáfrica y una de sus victorias más destacadas fue en 1953 frente a los All Blacks por un marcador de 6 a 3.

## Palmarés

### Torneos internacionales
- Subcampeón Copa de Campeones Europeos de Rugby (1): 1995-96

### Torneos nacionales
- Premiership (4): 1994-95, 1999-00, 2008-09, 2021-22.
- Copa de Gales (9): 1981, 1982, 1984, 1986, 1987, 1994, 1997, 2019, 2023.
- Campeonato de Gales no oficial (10): 1905-06, 1936-37, 1937-38, 1938-39, 1947-48, 1948-49, 1952-53, 1954-55, 1957-58, 1981-82.

## Jugadores destacados
- Durante su larga historia 36 capitanes de la Selección de rugby de Gales han pasado por el club.

| - Joe Simpson 1884 - Frank Hancock 1886 - Frank Hill 1889–94 - Gwyn Nicholls 1902–06 - Rhys Gabe 1907 - Bert Winfield 1908 - Reggie Gibbs 1910 - Johnnie Williams 1911 - Clem Lewis 1923 - Tom Johnson 1925 - Arthur Cornish 1925–26 - Bobby Delahay 1926 - Bernard Turnbull 1927 - Ossie Male 1927–28 - Wilf Wooller 1937–39 - Cliff Jones 1938 - Haydn Tanner 1947–49 - Bill Tamplin 1947 |  | - Jack Matthews 1951 - Bleddyn Williams 1953–55 - Rex Willis 1954–55 - Cliff Morgan 1956 - Lloyd Williams 1961–62 - Gareth Edwards 1968–74 - Gerald Davies 1978 - Gareth Davies 1981–82 - Terry Holmes 1985 - Robert Norster 1988 - Mike Hall 1995 - Jonathan Humphreys 1995–97, 2003 - Robert Norster 1988 - Gwyn Jones 1997 - Robert Howley 1998–99 - Dai Young 2000–01 - Martyn Williams 2003–09 - Gareth Thomas 2003–07 |  |